# Newtonia camerunensis
Espèce
Statut de conservation UICN

 CR A1c : 
En danger critique
Newtonia camerunensis Villiers  est une espèce de plantes à fleurs de la famille des Fabaceae selon la classification phylogénétique. C'est un arbre endémique des hautes terres de Bamenda (Bamenda Highlands) et des monts Bamboutos au Cameroun. La plus forte densité mondiale se trouve dans les forêts de Dom. Elle est considérée par l'UICN comme en danger critique d'extinction (CR).

## Description
Cet arbre peut atteindre un diamètre moyen de 50 cm. Son tronc est cannelé à la base.
Il se développe dans les forêts tropicales, notamment dans les patchs de forêts au milieu des prairies. Son aire de répartition se situe entre 1 600 et 2 030 mètres d'altitude.